# بورسيرة إسفينية
بورسيرة إسفينية (الاسم العلمي:Bursera cuneata) هي نوع من النباتات تتبع جنس البورسيرة من الفصيلة البخورية.